# José Félix Henriques Nogueira
José Félix Henriques Nogueira (Dois Portos, 15 de enero de 1823 — Lisboa, 23 de enero de 1858), más conocido por Henriques Nogueira, fue un precursor del republicanismo y del socialismo en Portugal, teórico del iberismo y del federalismo de los Estados hispánicos.
Federalista, fue seguidor del asociacionismo y del cooperativismo y defensor del municipalismo como forma de descentralización administrativa.

## Obras publicadas
- Estudos sobre a Reforma em Portugal, Typ. Social, Lisboa, 1851.
- Almanaque Democrático, Lisboa, 1852.
- O Município no século XIX, Lisboa, 1856.
- Nogueira, José Félix Henriques, Obra Completa (org. de A. Carlos Leal da Silva), 4 volumes, Imprensa Nacional — Casa da Moeda, Lisboa, 1976.